# Polymastia tenax
Polymastia tenax är en svampdjursart som beskrevs av Gustavo Pulitzer-Finali 1986. Polymastia tenax ingår i släktet Polymastia och familjen Polymastiidae.
Artens utbredningsområde är havet utanför Dominikanska republiken. Inga underarter finns listade i Catalogue of Life.